# Мечеть Агадір
Мечеть Агадір (араб. مسجد أغادير) — практично повністю зруйнована історична мечеть у місті Тлемсен в Алжирі, від будівлі залишився лише один мінарет.

## Історія
Побудована в 790 Ідрисом I. Була занедбана і згодом зруйнувалася через те, що місто поступово змістилося на схід, і населення переселилося в місті Тактарат (початкова забудова нинішнього міста Тлемсен). Тактарат заснований Альморавідами недалеко від Агадіра, який незабаром став передмістям.

## Опис
В наш час залишилися лише деякі залишки від стін, виявлених в результаті сучасних археологічних розкопок, а також мінарет, споруду якого приписують Ягмурасан ібн Зайяну. Мінарет має висоту 26,6 метрів та кам'яний фундамент висотою близько 6 метрів. Для будівництва фундаменту будівлі були використані камені з розібраних, ранніх, римських споруд. Вище за фундамент знаходиться цегляна вежа, в якій є невеликі отвори, призначені для освітлення сходів. На платформі, з якою муедзін закликає до молитви, чотири фасади купола Кандилія, який вінчає будівлю. Мінарет розташований у місті Тлемсен, в районі Агадір, на вулиці "Мінарет".